# Джхикаргачха
Джхикаргачха (бенг. ঝিকরগাছা, англ. Jhikargachha) — город и муниципалитет на западе Бангладеш, административный центр одноимённого подокруга. Расположен на берегах реки Коабадак. Муниципалитет был основан в 1988 году. Площадь города равна 16,34 км². По данным переписи 2001 года, в городе проживало 27 823 человека, из которых мужчины составляли 50,88 %, женщины — соответственно 49,12 %. Уровень грамотности населения составлял 48,3 % (при среднем по Бангладеш показателе 43,1 %). 